# 彭任
彭任，字逊仕，号中叔。 江西宁都人。
生卒年均不详，约清世祖顺治中〔约西元1653年〕前后在世，年八十四岁。明诸生。入清，甘贫隐居，结庐巘山，名所居曰草亭，足不履城市。后居翠微峰，与魏禧等九人讲学易堂，称易堂九子。任著有《草堂文集》一卷，《四库总目》、《理学弗措录》十卷，及《周易解说》四卷，均《清史列传》并传于世。